# Adrienne C. Moore
Adrienne C. Moore (Tennessee, 14 de Agosto de 1981) é uma atriz estadunidense, reconhecida por interpretar Cindy "Black Cindy" Hayes na série de comédia-drama Orange Is the New Black.

## Filmografia
| Ano  | Título                  | Papel                     |
| ---- | ----------------------- | ------------------------- |
| 2008 | How We Got Over         | Zion                      |
| 2012 | Blue Bloods             | Nurse                     |
| 2012 | 30 Rock                 | Shanice                   |
| 2013 | Orange Is the New Black | Cindy "Black Cindy" Hayes |
| 2015 | The Lennon Report       |                           |
| 2019 | Shaft (2019)            | Motorista de aplicativo   |